# Hochstift

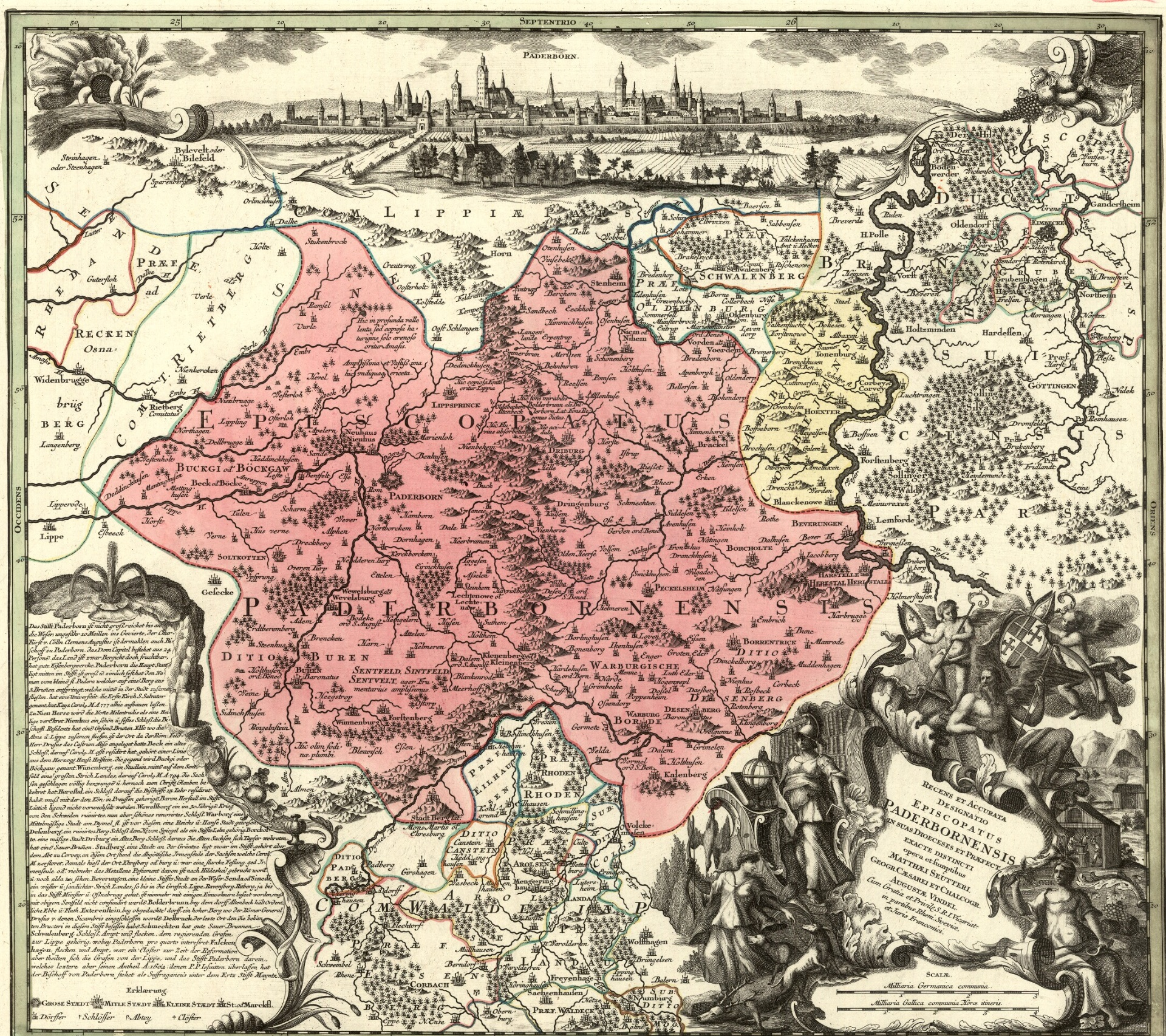
Carte de l'évêché de Paderborn, vers 1750.

Le terme Hochstift (littéralement : « Haute-fondation », en allemand) désigne, dans le périmètre de juridiction du Saint-Empire romain germanique, un territoire sous la juridiction temporelle d'un prince-évêque (Fürstbischof) qui était, jusqu'à la sécularisation conformément au recès d'Empire du 25 février 1803, en plus de sa charge pastorale, un seigneur temporel dirigeant son territoire en tant que prince (Fürst) souverain. Son Hochstift est également appelé Fürstbistum. Dans l'historiographie française, le terme est traduit par « évêché » ou « principauté (archi)épiscopale » Dans l'évêché de Bâle, bilingue allemand-français, le terme Hochstift est rendu par Haut Chapitre ou Haut Chapitre cathédral.

## Droits
Un Hochstift bénéficiant de l'immédiateté impériale était un Reichsstift. Membres du Conseil des Princes d'Empire (Reichsfürstenrat), les princes-évêques avaient le droit de siéger et de voter à la Diète d'Empire, l'assemblée générale des États impériaux.
Le Hochstift, principauté épiscopale, territoire séculaire comprenant les donations que l'évêque tenait à titre de fief cédé à la cathèdre par le souverain du Saint-Empire, se distinguait de son diocèse (Bistum), le territoire sous sa juridiction spirituelle en vertu du droit canonique. Les périmètres des deux entités ne coïncidaient d'ailleurs pas toujours, la partie séculaire étant souvent bien plus petite que le domaine de responsabilité spirituelle qui pouvait comprendre des territoires de princes laïques ou des villes libre d'Empire. Un territoire sous la juridiction temporelle d'un archevêque était dit Erzstift (littéralement, « Archifondation », traduit par « archevêché »), territoire qui se distinguait de son archidiocèse (Erzbistum). 

## Liste
Selon la matricule d'Empire, arrêtée à la diète de Worms en 1521, les États impériaux ont inclus 46 évêques :
| - Bamberg - Wurtzbourg - Worms - Spire - Strasbourg - Eichstätt - Augsbourg - Constance - Hildesheim - Paderborn - Coire - Halberstadt | - Verden - Münster - Osnabrück - Passau - Frisingue - Chiemsee - Gurk - Seckau - Lavant - Bâle - Sion - Ratisbonne | - Meissen - Naumbourg - Minden - Lübeck - Utrecht - Cammin - Schwerin - Genève - Cambrai - Verdun - Lausanne - Metz | - Toul - Liège - Trente - Brixen - Mersebourg - Lebus - Brandebourg - Ratzebourg - Schleswig - Havelberg |

De plus, la matricule recense trois archevêques qui sont simultanément princes-électeurs (Mayence, Trèves et Cologne), ainsi que quatre archevêques au rang de princes (Magdebourg, Salzbourg, Besançon et Brême).